# Northrop University
Die Northrop University war eine Hochschule in Inglewood im US-Bundesstaat Kalifornien, die 1942 von Jack Northrop zur Ausbildung von Luftfahrtingenieuren gegründet wurde.

## Geschichte
Die Hochschule wurde im Jahr 1942 von Jack Northrop unter dem Namen Northrop Aeronautical Institute zur Ausbildung der Mitarbeiter seines Unternehmens gegründet und immatrikulierte im Jahr 1946 erstmals 412 Studierende. 1953 wurde das Institut in Northrop Institute of Technology umbenannt. In diesem Zuge wurde das Angebot um weitere Studiengänge erweitert. 1975 erhielt die Hochschule den Namen Northrop University.
1989 geriet die Hochschule durch Bekanntwerden finanzieller Unregelmäßigkeiten in Verruf. Der damalige Präsident B. J. Shell trat daraufhin zurück und John Beljan übernahm die Leitung. Trotz umfangreicher Aufklärungsmaßnahmen konnte er jedoch nicht verhindern, dass sich die Studentenschaft von 1800 auf 1200 Studierende reduzierte, was zu weiteren finanziellen Schwierigkeiten führte. Im August des Jahres 1993 wurde die Hochschule geschlossen und meldete Insolvenz an.